# جهانک جهانک پایال باجی
جهانک جهانک پایال باجی (به هندی: Jhanak Jhanak Payal Baaje) فیلمی محصول سال ۱۹۵۵ و به کارگردانی وی. شانتارام است. در این فیلم بازیگرانی همچون گوپی کریشنا، ساندهیا شانتارام، کشورائو دیت، باگوان دادا، نانا پالشیکار ایفای نقش کرده‌اند.